# Камень (Новосибирская область)
Ка́мень — деревня в Болотнинском районе Новосибирской области России. Входит в состав Новобибеевского сельсовета.

## География
Площадь деревни — 26 гектар

## История
Основана в 1865 году. В 1928 году деревня состояла из 142 хозяйств, основное население — русские. В административном отношении являлась центром Каменского сельсовета Ояшинского района Новосибирского округа Сибирского края.

## Население
| 2002 | 2007 | 2010 |
| ---- | ---- | ---- |
| 37   | ↘22  | ↘17  |

## Инфраструктура
В деревне по данным на 2007 год отсутствует социальная инфраструктура.

## Известные уроженцы
- Данильченко, Александр Иванович (1920—1944) — советский военнослужащий, сержант.